# La Pauvre Millionnaire
Pour plus de détails, voir Fiche technique et Distribution.
La Pauvre Millionnaire (There Goes My Heart) est un film américain en noir et blanc réalisé par Norman Z. McLeod, sorti en 1938.

## Synopsis
Joan Butterfield est la petite-fille du riche Cyrus Butterfield. Elle fuit son grand-père surprotecteur et se retrouve dans les rues de New York sans un sou en poche. Elle rencontre une vendeuse, Peggy O'Brien, qui la prend sous son aile et lui trouve un travail dans un magasin de la chaîne même de son grand-père Cyrus. Le journaliste Bill Spencer, lui, connaît la véritable identité de la nouvelle vendeuse.

## Fiche technique
- Titre français : La Pauvre Millionnaire
- Titre original : There Goes My Heart
- Réalisation : Norman Z. McLeod
- Scénario : Jack Jevne, Eddie Moran et Ed Sullivan
- Musique : Marvin Hatley
- Photographie : Norbert Brodine
- Montage : William Terhune
- Producteur : Milton H. Bren
- Société de production : Hal Roach Studios
- Société de distribution : United Artists
- Pays de production :  États-Unis
- Langue d'origine : anglais américain
- Format : noir et blanc — pellicule : 35 mm — image : 1,37:1 — son : mono
- Genre : comédie romantique
- Durée : 81 min
- Dates de sortie : 1938
  - États-Unis : 13 octobre 1938 (New York)
  - États-Unis : 14 octobre 1938 (sortie nationale)
  - Royaume-Uni : 15 novembre 1938 (Londres)
  - France : 30 novembre 1938

## Distribution
- Fredric March : Bill Spencer
- Virginia Bruce : Joan Butterfield
- Patsy Kelly : Peggy O'Brien
- Alan Mowbray : Pennypepper E. Pennypepper
- Nancy Carroll : Dorothy Moore
- Eugene Pallette : M. Stevens
- Claude Gillingwater : Cyrus Butterfield
- Arthur Lake : Flash Fisher
- Etienne Girardot : Hinkley
- Robert Armstrong : le détective O'Brien
- Irving Bacon : M. Dobbs
- Irving Pichel : M. Gorman
- Syd Saylor : Robinson
- J. Farrell MacDonald : l'officier
- Adia Kuznetzoff : le second lieutenant sur le yacht (non crédité)